# L'Église-aux-Bois
L'Église-aux-Bois is een gemeente in het Franse departement Corrèze (regio Nouvelle-Aquitaine) en telt 42 inwoners (2009). De plaats maakt deel uit van het arrondissement Tulle.

## Geografie
De oppervlakte van L'Église-aux-Bois bedraagt 14,8 km², de bevolkingsdichtheid is dus 2,8 inwoners per km².
De onderstaande kaart toont de ligging van L'Église-aux-Bois met de belangrijkste infrastructuur en aangrenzende gemeenten.

## Demografie
Onderstaande figuur toont het verloop van het inwonertal (bron: INSEE-tellingen).